# 洪水のあと
『洪水のあと』（こうずいのあと。スウェーデン語: Efter floden、英語: After the Flood）は、スウェーデン人の小説家P.C.（パール・クリスチャン・）ヤシルド（1935年 - ）による1982年の小説である。核による大惨事(en)についての当時の危機を扱った。
小説は1986年までに、アメリカ、デンマーク、ノルウェー、フィンランド、アイスランド、オランダ、そして日本で翻訳された。

## 作品の背景
P.C.ヤシルドは医師でありながら1960年代から70年代にかけて小説を手がけており、1978年以降は小説執筆に専念するようになった。1960年代には軍医として兵役に就き、核攻撃の模擬演習にも参加しており、この経験が作品の背景にある。ヤシルドは約5年かけて核の資料を研究したが、作品の草案にとりかかっていた1975年から76年の頃は核兵器への一般の人々の危機感は低かった。しかし作品が発表された1982年にはこの脅威に対する関心は高まっていた。
この小説に大きな影響を与える、核兵器による破滅の長期的な影響について、ヤシルドは彼の医学知識を用いた。またヤシルドは、ノーベル賞を受賞したNGO、核戦争防止国際医師会議の一員である、活動的な反核運動家であった。

## あらすじの概略
主人公の青年は世界的規模の核の大惨事の後に生まれ、洪水――核戦争に襲われる以前の世界を知らない。惨事から約30年後の西暦2030年頃に、彼がゴットランド島と思われる島に放り出されたところから冒険の物語が始まる。人類はすすり泣きの声と共に消え去ろうとしていた。島の住民は、年老いた囚人達と少数の信心深い女性の一団らだけであり、何年か過ぎると数十人の遊牧民が加わる。経済は物々交換と略奪で成り立ち、唯一の医療は元野球選手によって提供される。彼が、主人公にとってのしぶしぶながらの指導者になる。物語では希望の光が若いフィンランド人女性の到着によってもたらされるが、すべては悲惨の中に終わる。

## 出版情報
※日本語訳のみ記す。
- P.C.ヤシルド 『洪水のあと』 山下泰文訳、岩波書店、1986年、ISBN 978-4-00-000801-3。